# Cappella Gonzaga

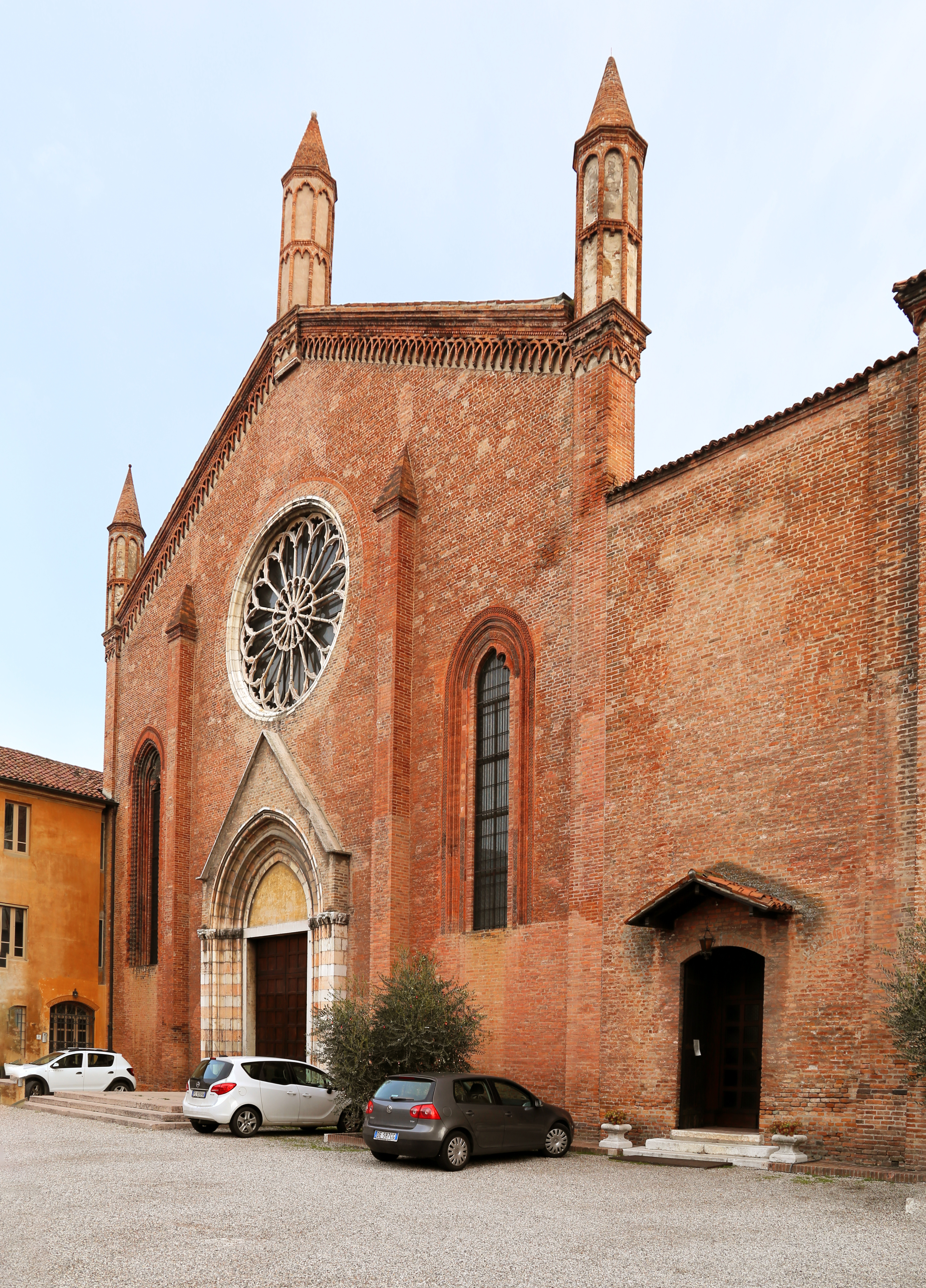
Mantova, Chiesa di San Francesco

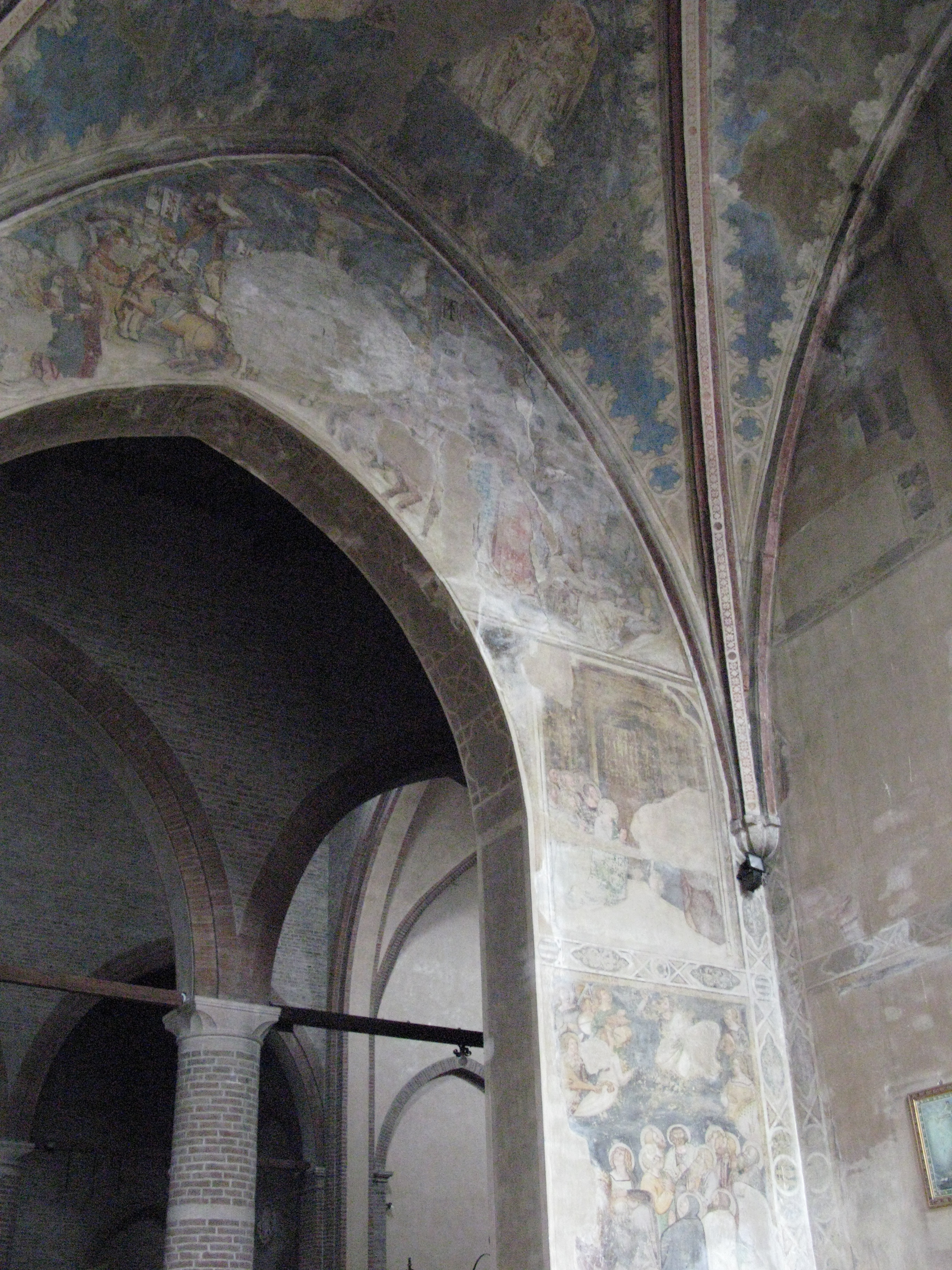
Affreschi all'interno della Chiesa di San Francesco

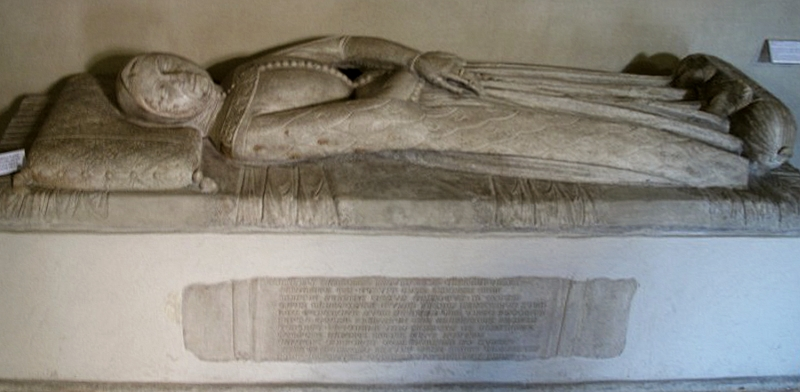
Mantova, Palazzo Ducale, Bonino da Campione, effigie tombale di Alda d'Este

La cappella Gonzaga, situata all'interno della chiesa di San Francesco a Mantova, fu costruita per volontà dei signori Gonzaga e doveva costituire il pantheon della famiglia. Fu utilizzata dai primi esponenti della casata, dal Trecento alla fine del Quattrocento.

## Storia e descrizione
Edificata nel XIV secolo, ha purtroppo subito le vicende storiche legate alla chiesa e al convento dei Frati minori a essa annesso. Il convento nel Settecento venne spogliato e trasformato in arsenale. Stessa sorte fu subita dai monumenti sepolcrali della Cappella Gonzaga, completamente scomparsi. Durante la seconda guerra mondiale chiesa e convento vennero quasi totalmente distrutti dai bombardamenti. 
La cappella era finemente affrescata da importanti pittori del tempo e alcuni si sono conservati, dopo accurati restauri. Cicli di affreschi sono stati attribuiti a Tommaso da Modena, a Stefano da Verona e a Serafino de' Serafini. I monumenti furono realizzati da importanti scultori, tra i quali Jacobello dalle Masegne, Pierpaolo dalle Masegne, Bonino da Campione e Filippo di Domenico.
Alcuni reperti marmorei, salvati dalla distruzione, sono stati collocati all'interno di Palazzo Ducale. Tra questi la lastra sepolcrale marmorea di  Alda d'Este.

## Sepolture
Nella cappella trovarono sepoltura:
- Guido Gonzaga (†1369), signore di Mantova[4]
- Alda d'Este (†1381), moglie di Ludovico II Gonzaga[5]
- Ludovico I Gonzaga (†1382), signore di Mantova[6]
- Margherita Malatesta (†1399), seconda moglie di Francesco I Gonzaga
- Francesco I Gonzaga (†1407), signore di Mantova[7]
- Gianfrancesco Gonzaga (†1444), primo marchese di Mantova[8]
- Francesco Gonzaga (†1483), cardinale[9]
- Federico I Gonzaga (†1484), terzo marchese di Mantova[10]
- Rodolfo Gonzaga (†1495)[11], figlio di Ludovico III Gonzaga
- Gianfrancesco Gonzaga (†1496), signore di Bozzolo[12]